# Partido Chiapas Unido
El Partido Chiapas Unido es un partido político local de Chiapas, México, fundado en 2011.

## Historia
El partido nació en abril de 2011 bajo el nombre de Partido Orgullo por Chiapas. En julio de 2013 la organización cambió de nombre a Partido Chiapas Unido. Históricamente el partido ha sido cercano al gobernador Manuel Velasco Coello, al Partido Verde Ecologista de México y al Partido Mover a Chiapas.

## Resultados electorales

### Gobernador
|  | 1.31 % |

|  | 3.95 % |

|  | 22.85 % |

|  | 2.47 % |

|  | 79.29 % |

### Diputados locales
|  | 2.69 % |

|  | 7.86 % |

|  | 4.52 % |

|  | 4.50 % |

|  | 2.15 % |

### Ayuntamientos
|  | 2.40 % |

|  | 10.16 % |

|  | 6.81 % |

|  | 6.32 % |

|  | 2.67 % |